# Scarborough, Tobago

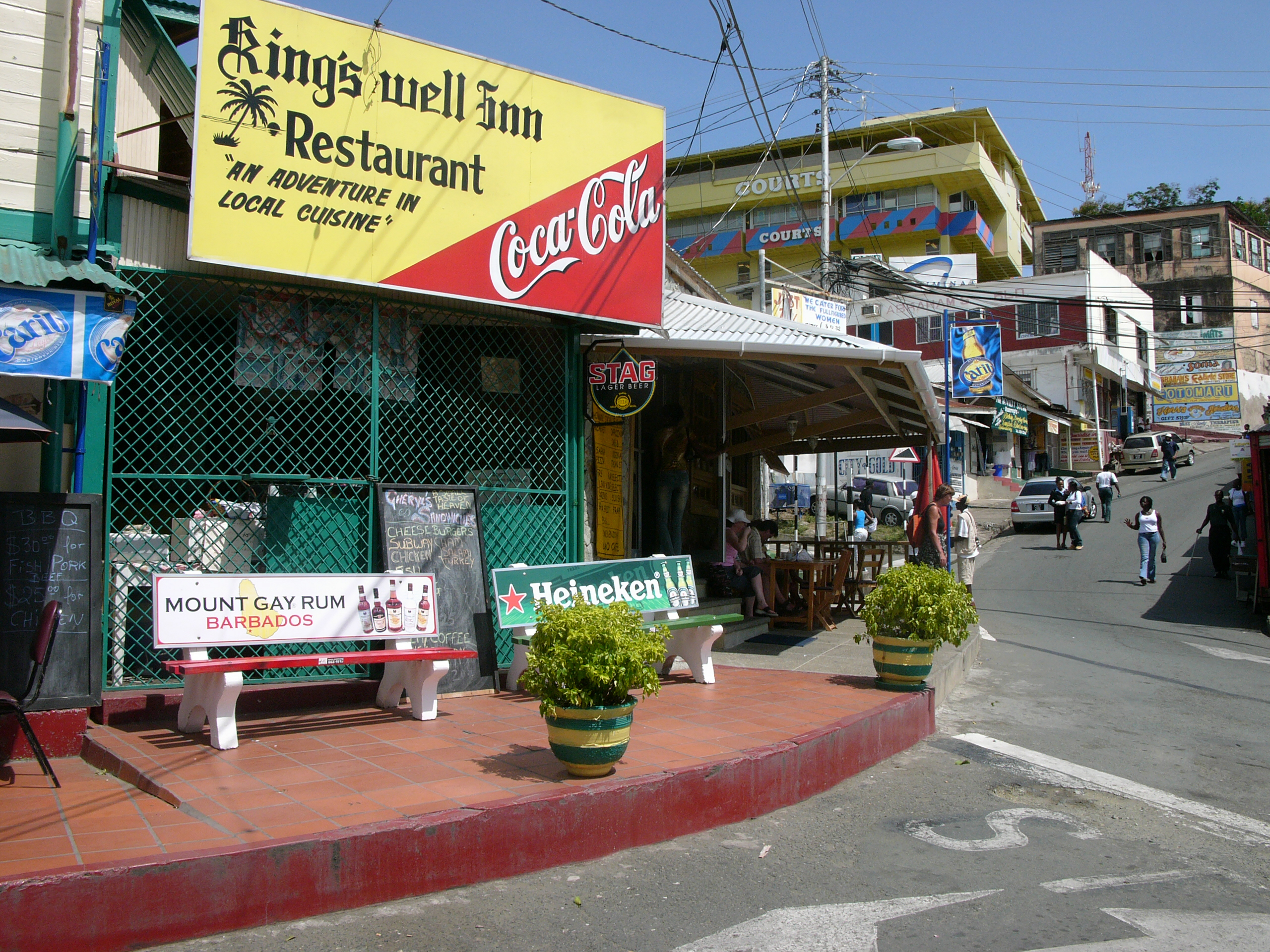
Scarboroughs centrum.

Scarborough är ön Tobagos största stad och dess administrativa centrum. Cirka 17 500 människor bodde i staden år 2011.

## Kända personer från Scarborough
- Josanne Lucas, friidrottare